# Brain-sur-Allonnes
Brain-sur-Allonnes ist eine französische Gemeinde mit 2.078 Einwohnern (Stand: 1. Januar 2022) im Département Maine-et-Loire in der Region Pays de la Loire. Brain-sur-Allonnes gehört zum Arrondissement Saumur und ist Teil des Kantons Longué-Jumelles. Die Einwohner werden Brainois genannt.

## Geographie
Brain-sur-Allonnes liegt am Authion. Umgeben wird Brain-sur-Allonnes von den Nachbargemeinden La Breille-les-Pins im Norden, Saint-Nicolas-de-Bourgueil im Osten, Chouzé-sur-Loire im Südosten, Varennes-sur-Loire im Süden sowie Allonnes im Nordwesten.
Durch die Gemeinde führt die Autoroute A85.

## Bevölkerungsentwicklung
| 1962 | 1968 | 1975 | 1982 | 1990 | 1999 | 2006 | 2018 |
| ---- | ---- | ---- | ---- | ---- | ---- | ---- | ---- |
| 1289 | 1366 | 1485 | 1708 | 1801 | 1793 | 1848 | 2021 |

## Sehenswürdigkeiten
- Kirche Saint-Maurille
- Chevalerie de Sacé, auch bemalte Höhlen, mittelalterliche Wehranlage mit Höhlensystem, archäologische Untersuchungen aus den 1960er Jahren, seit 1995 Monument historique
- Museum für Ur- und Frühgeschichte
- Mittelalterlicher botanischer Garten

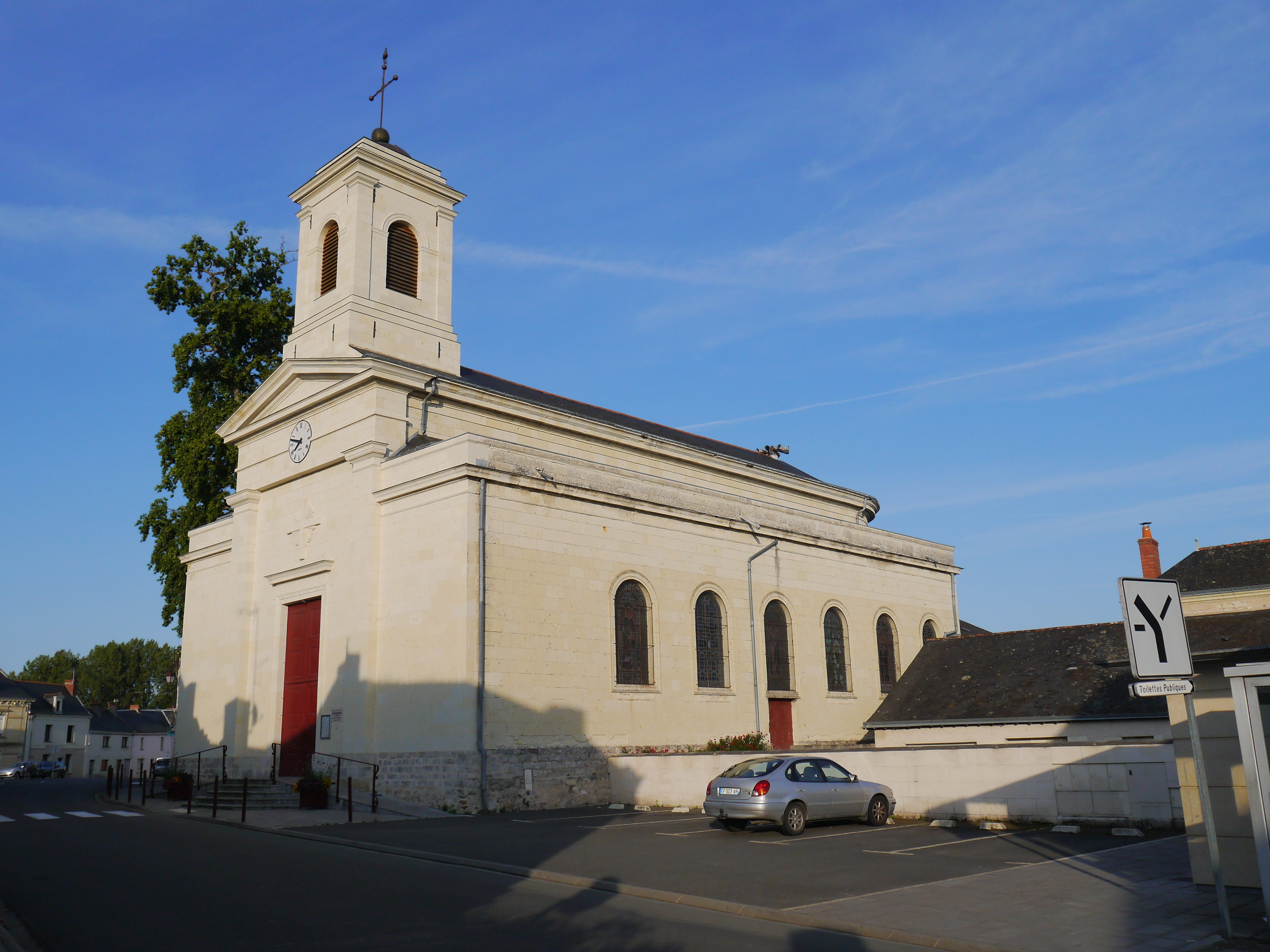
Kirche Saint-Maurille

## Weinbau
Die Rebflächen in Brain-sur-Allonnes gehören zum Weinbaugebiet Anjou.

## Persönlichkeiten
- Arsène Alexandre (1859–1937), Kunstkritiker